# جاك هندري
جاك هندري (بالإنجليزية: Jack Hendry)‏ (1867 بغلاسكو في المملكة المتحدة - ) هو مدرب كرة قدم ولاعب كرة قدم بريطاني (وحمل سابقاً جنسية المملكة المتحدة لبريطانيا العظمى وأيرلندا) في مركز الدفاع. لعب مع نادي رينجرز ونوتس كاونتي وHeanor Town F.C. ‏.